# 新尼德兰
新尼德蘭（荷蘭語：Nieuw-Nederland）是1614年至1674年荷兰在北美洲东部设立的殖民地，其地域大致包括今日美国的纽约州、康乃狄克州、紐澤西州和德拉瓦州部分地区。
1609年，亨利·哈德逊首次率船队对北纬38度至45度之间的北美洲海岸进行了考察，随后荷兰探险家绘制了这一带的地图，并以此为依据，于1614年声称占有这一地区，将其命名为新尼德兰。根据国际法的要求，荷兰政府于1624年移民30户至该地区，完成了对这一地区的有效占领。次年，荷兰在曼哈顿岛上修建了阿姆斯特丹城堡，标志着纽约市建城的开始。
1634年，英格兰宣布占领鳕鱼角，将其划入新英格兰地区。1638年，英格兰移民建造纽黑文城，对新阿姆斯特丹和长岛荷兰占领区形成了进逼态势。1650年，荷兰被迫将康乃狄克河沿岸割让给英格兰。1664年8月27日，在第二次英荷战争期间，新阿姆斯特丹向四艘英格兰军舰不战而降，标志着新尼德兰完全被英格兰占领。
1673年，在第三次英荷战争期间，荷兰一度收复新尼德兰地区，但是次年，遭受到法国、英格兰以及科隆大主教等共同进攻的荷兰无法继续支撑战争，被迫与英格兰講和，将新尼德兰正式割让与英格兰。